# Coenonympha posticoexcessa
Coenonympha posticoexcessa är en fjärilsart som beskrevs av Marcel Caruel 1947. Coenonympha posticoexcessa ingår i släktet Coenonympha och familjen praktfjärilar. Inga underarter finns listade i Catalogue of Life.